# The Motel Life
Pour plus de détails, voir Fiche technique et Distribution.
The Motel Life est un road movie policier américain coproduit et réalisé par Alan Polsky et Gabe Polsky, sorti en 2013. 

## Synopsis
Deux frères entament une cavale à travers l'ouest américain après avoir accidentellement renversé un jeune cycliste... 

## Fiche technique
- Titre original : The Motel Life
- Titre français :
- Titre québécois :
- Réalisation : Alan Polsky et Gabe Polsky
- Scénario : Micah Fitzerman-Blue et Noah Harpster d'après Motel Life de Willy Vlautin
- Direction artistique : Ryan Warren Smith
- Décors : Nicolas Pectol
- Costumes : Kurt and Bart
- Montage :
- Musique : David Holmes
- Photographie : Roman Vasyanov
- Son : Steve Slanec
- Production : Alan Polsky, Gabe Polsky et Ann Ruark
- Sociétés de production : Polsky Films
- Sociétés de distribution :
- Pays d’origine :  États-Unis
- Budget :
- Langue : Anglais
- Durée :
- Format : Couleurs - 35 mm - 2.35:1 -  Son Dolby numérique
- Genre : Road movie policier
- Dates de sortie
- Italie : novembre 2012 (festival international du film de Rome)

## Distribution
- Dakota Fanning : Annie James
- Emile Hirsch : Frank Flannigan
- Stephen Dorff : Jerry Lee Flannigan
  - Garrett Backstrom : Jerry Lee Flannigan (jeune)
- Kris Kristofferson : Earl Hurley
- Jenica Bergere : Polly Flynn
- Hayes MacArthur : l'officier Cook
- Joshua Leonard : Tommy

## Distinctions
- 2012 : Prix du public du meilleur film et prix du meilleur scénario au Festival international du film de Rome